# Fran Brennan
Fran Brennan, né le 14 février 1940 à Dublin, est un footballeur international irlandais qui évolue au poste de défenseur. Il est sélectionné une seule fois en 1965. Il fait l'ensemble de sa carrière en Irlande principalement au Dundalk Football Club.

## Carrière
Fran Brennan est issu d'une famille nombreuse, il a quatre sœurs et cinq frères. Un de ses frères, Tom, a été champion d'Irlande de Cross-country en 1975.

### En club
Fran Brennan fait toute sa carrière dans des clubs irlandais, qu'ils soient professionnels et participant au championnat d'Irlande ou amateurs dans les championnats provinciaux.
Il remporte deux titres de champion d'Irlande, le premier en 1964-1965 avec le Drumcondra Football Club et le deuxième deux ans plus tard en 1966-1967 avec le Dundalk Football Club.
Au terme de sa carrière de joueur, Brennan devient entraîneur. Il est le manager du Dundalk FC lors de la saison 1972-1973. Il assiste ensuite Paddy Hilliard dans l'encadrement des équipes nationale de jeunes.

### En équipe nationale
Alors qu'il joue sous les couleurs du Drumcondra FC et qu'il s'apprête à devenir champion d'Irlande, Fran Brennan est convoqué en équipe nationale. Il joue son premier et unique match international le 24 mars 1965 contre la Belgique à Dalymount Park. L'Irlande perd le match 0-2.

## Palmarès
- Championnat d'Irlande
  - Vainqueur avec Drumcondra en 1964-1965
  - Vainqueur avec Dundalk en 1966-1967

## Sources
- (en) Sean Ryan, The Boys In Green : The FAI International Story, Mainstream Publishing, 1997, 224 p. (ISBN 978-1851589395).
- (en) Stephen McGarrigle, The Complete who's who of Irish international football : 1945-1996, Edimbourg, Mainstream Publishing, octobre 1996, 237 p. (ISBN 1-85158-894-9), p. 26